# Rumänien beim Junior Eurovision Song Contest
Teilnehmende Rundfunkanstalt

Erste Teilnahme
2003
Bisher letzte Teilnahme
2009
Anzahl der Teilnahmen
7 (Stand 2009)
Höchste Platzierung
4 (2004)
Höchste Punktzahl
123 (2004)
Niedrigste Punktzahl
19 (2009)
Punkteschnitt (seit erstem Beitrag)
65,42 (Stand 2009)
Punkteschnitt pro abstimmendem Land im 12-Punkte-System
3,68 (Stand 2009)
Dieser Artikel befasst sich mit der Geschichte Rumäniens als Teilnehmer am Junior Eurovision Song Contest.

## Vorentscheide
Die rumänische Vorausscheidung hieß beim JESC Golden Art.

## Teilnahme am Wettbewerb

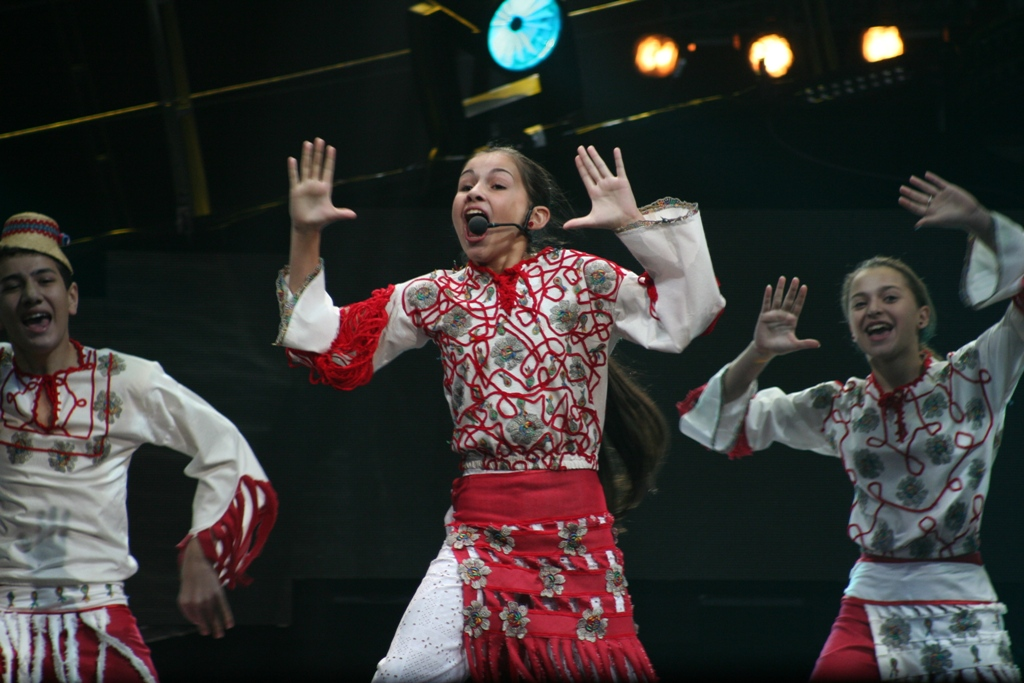
Alina Eremia wurde 2005 in Hasselt Fünfte für Rumänien

Das Land nahm bei der ersten Ausgabe 2003 teil und von da an bis zum Jahr 2009, als man Letzter wurde. In den ersten Jahren war das Land sehr erfolgreich und erreichte 2004 den vierten und 2005 den fünften Platz. 2006 fand der Wettbewerb sogar in Rumäniens Hauptstadt Bukarest statt.

## Liste der Beiträge
| Jahr      | Interpret                | Titel (Musik / Text)                              | Sprache                  | Übersetzung                     | Platz Teilnehmer (gesamt) | Punkte                   |
| --------- | ------------------------ | ------------------------------------------------- | ------------------------ | ------------------------------- | ------------------------- | ------------------------ |
| 2003      | Bubu                     | Tobele sunt viața mea (Bubu)                      | Rumänisch                | Trommeln sind mein Leben        | 10 / 16                   | 35                       |
| 2004      | Noni Răzvan Ene          | Îți mulțumesc (Noni Răzvan Ene)                   | Rumänisch                | Danke                           | 4 / 18                    | 123                      |
| 2005      | Alina Eremia             | Țurai (Alina Eremia)                              | Rumänisch                | Tzooray                         | 5 / 16                    | 89                       |
| 2006      | New Star Music           | Povestea mea (New Star Music)                     | Rumänisch                | Meine Geschichte                | 6 / 15                    | 80                       |
| 2007      | 4Kids                    | Sha-la-la (4Kids)                                 | Rumänisch                | Schalalah                       | 10 / 17                   | 54                       |
| 2008      | Mădălina & Andrada       | Salvați planeta! (Mădălina Lefter & Andrada Popa) | Rumänisch                | Rettet den Planeten!            | 9 / 15                    | 58                       |
| 2009      | Ioana Bianca Anuta       | Ai puterea în mâna ta (Ioana Bianca Anuta)        | Rumänisch                | Sie haben die Macht in der Hand | 13 / 13                   | 19                       |
| seit 2010 | Auf Teilnahme verzichtet | Auf Teilnahme verzichtet                          | Auf Teilnahme verzichtet | Auf Teilnahme verzichtet        | Auf Teilnahme verzichtet  | Auf Teilnahme verzichtet |

## Ausgetragene Wettbewerbe
| Jahr | Stadt    | Austragungsort   | Moderation                        |
| ---- | -------- | ---------------- | --------------------------------- |
| 2006 | Bukarest | Sala Polivalentă | Andreea Marin Bănică & Ioana Ivan |

## Punktevergabe
Folgende Länder erhielten die meisten Punkte von oder vergaben die meisten Punkte an Rumänien:
| Die meisten vergebenen Punkte | Die meisten vergebenen Punkte | Die meisten vergebenen Punkte |
| Platz                         | Land                          | Punkte                        |
| ----------------------------- | ----------------------------- | ----------------------------- |
| 1                             | Belarus                       | 46                            |
| 2                             | Spanien                       | 40                            |
| 3                             | Nordmazedonien                | 32                            |
| 4                             | Ukraine                       | 27                            |
| 5                             | Belgien                       | 23                            |

| Die meisten erhaltenen Punkte | Die meisten erhaltenen Punkte | Die meisten erhaltenen Punkte |
| Platz                         | Land                          | Punkte                        |
| ----------------------------- | ----------------------------- | ----------------------------- |
| 1                             | Zypern                        | 47                            |
| 2                             | Spanien                       | 42                            |
| 3                             | Nordmazedonien                | 36                            |
| 4                             | Griechenland                  | 33                            |
| 5                             | Belarus                       | 22                            |

Stand: 2009